# Pavel Pešek

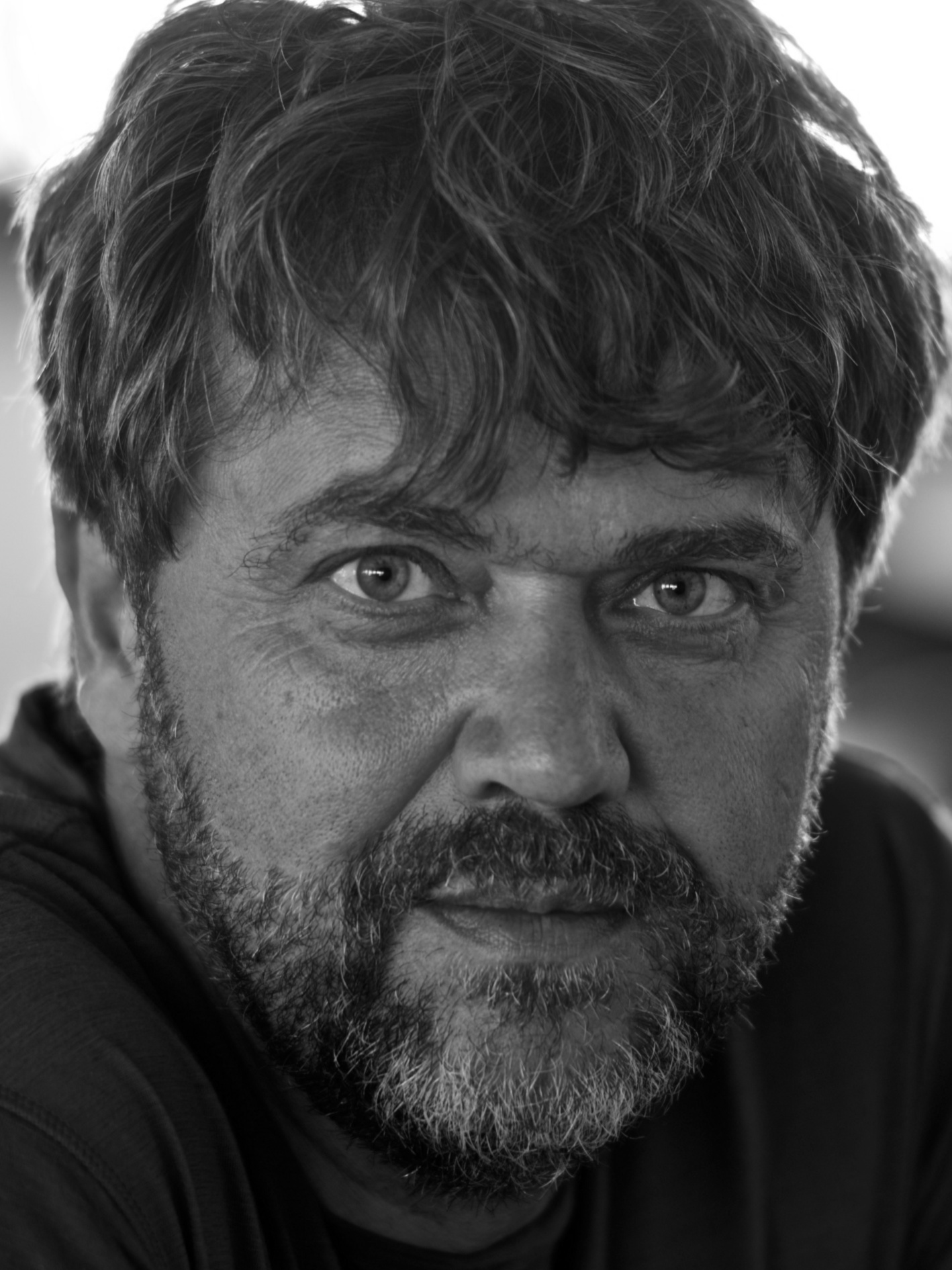
Pavel Pešek

Pavel Pešek (* 31. března 1964 České Budějovice) je český politik, v 90. letech 20. století a počátkem 21. století poslanec České národní rady a Poslanecké sněmovny za ODS, později za Unii svobody.

## Biografie
Maturoval roku 1982 na gymnáziu Český Krumlov. V roce 1989 absolvoval Vysokou školu zemědělskou v Praze. Je ženatý, má dvě děti.
Ve volbách v roce 1992 byl zvolen do České národní rady za ODS (volební obvod Jihočeský kraj). Zasedal v zemědělském výboru.
Od vzniku samostatné České republiky v lednu 1993 byla ČNR transformována na Poslaneckou sněmovnu Parlamentu České republiky. Zde mandát obhájil v sněmovních volbách v roce 1996 a sněmovních volbách v roce 1998. Od roku 1996 byl místopředsedou poslaneckého klubu ODS. V lednu 1998 přestoupil do poslaneckého klubu nově utvořené Unie svobody, přičemž pak od ledna 1998 zastával funkci místopředsedy klubu Unie svobody a od března 1998 předsedy tohoto klubu. Ve volebním období 1998-2002 byl místopředsedou klubu Unie svobody. V letech 1996-1998 byl místopředsedou zemědělského výboru sněmovny a také členem organizačního výboru, v němž pak v letech 1998-2002 působil na místopředsednickém postu, zatímco setrval na pozici řadového člena zemědělského výboru. V roce 2002 se uvádí jako místopředseda Unie svobody-DEU. Do sněmovny ale toho roku zvolen nebyl. Patřil totiž mezi řadu politiků Unie svobody, které přeskočili díky preferenčním hlasům lidovečti kandidáti v rámci volební aliance KDU-ČSL a US-DEU, takzvaná Koalice. Za US-DEU se nicméně ještě podílel na dojednávání koaliční vlády s ČSSD a KDU-ČSL. V lednu 2003 se rozhodl na post místopředsedy strany nekandidovat a politiku opustil.
V komunálních volbách v roce 1998 a komunálních volbách v roce 2002 kandidoval za US-DEU do zastupitelstva města Český Krumlov. Profesně ve volbách uváděn jako poslanec,v zastupitelstvu nezasedl a od roku 2002 se podle dostupných informací věnuje podnikání.

## Aktivity po konci politické kariéry
V období let 2002-2007 zasedal v dozorčí radě České konsolidační agentury.
Z tohoto titulu zastupoval ČKA v následujících společnostech:
- BH Capital, a.s.
- PRISKO a.s.
- Českomoravská nemovitostní, a.s.
- Konpo s.r.o.
- IMOB a.s. o  – předseda DR - V květnu 2006 informovala média, že se v této agentuře, respektive v její dceřiné společnosti Galileo Real, pohřešuje půl miliardy korun.[11][12]  - následně na svůj post rezignoval. Svůj odchod tehdy komentoval následovně: „přestože za celou věc necítím žádnou odpovědnost, považuji za morálně správné, abych jako předseda dozorčího orgánu rezignoval.“ [13] Policie dopadla pachatele podvodu a pražský vrchní soud odsoudil dva manažery - Jana Šika (5,5 roku) a Miloše Skořepu (8,5 roku)[14][15] Pešek vystupoval za stát jako svědek proti obžalovaným.

Podle výpisu z obchodního rejstříku samostatně podniká:
- Společník společnosti Petrus & Partner, s.r.o. – od 16. září 2002
- Společník a jednatel společnosti DHW s.r.o. - od 11. října 2002
- Společník společnosti WINGS Accounting s.r.o. - od 19. července 2005
- Jednatel společnosti CK – ESTATE s.r.o. – od 6. dubna 2006
- Společník společnosti FARMA SLOVĚNICKÝ MLÝN s.r.o. – od 19. října 2010
- Společník společnosti CLAY & WURMFELD s.r.o. – od 10. dubna 2013
- Společník společnosti Bonmore Investmens, s.r.o. – od 1. března 2016
- Člen statutárního orgánu Dasante a.s.- od 13. dubna 2017
- Člen dozorčí rady společnosti Hain & Wurmfeld a.s. – od 13. června 2017